# Josip Valiček
Josip Valiček (tudi Valichek in Walicek), češki izdelovalec orgel, * 12. februar 1879, (?), Češka, † (?).
Rodil se je blizu Brna na Moravskem. Mlad je prišel v Ljubljano in se zaposlil v delavnici Ivana Milavca. Po prvi svetovni vojni je prišel v Gorico in delal v delavnici Ivana Kacina. Ko se je Kacin leta 1928 preselil v Domžale sta v Gorici Jurij Bencz in Valiček ustanovila lastno družbo Caecilia, ki je delovala le 4 leta. Kasneje je Valiček sam ustanovil novo podjetje, kjer je gradil  in popravljal instrumente. Viri navajajo, da je zgradil orgle za cerkev v Števerjanu. Njegovo delo so tudi orgle v Šempetru na Krasu (sedaj Pivka) in Spodnji Idriji. Skladatelj Franc Kimovec je njegove izdelke zelo hvalil. Orglárja sta bila tudi njegova sinova Bogomil in Jožef Valiček.